# 1693
| [ Edytuj tabelę ]              | |
| Król Polski                    | - 1674 Jan III Sobieski 1696 |
| Współksiążęta Andory           | - 1689 Oleguer de Montserrat i Rufet 1694 - 1643 Ludwik XIV 1715                                                                           |
| Król Anglii i Szkocji          | - 1689 Wilhelm III Orański 1694 - 1689 Maria II 1694                                                                                       |
| Elektor Bawarii                | - 1679 Maksymilian II Emanuel 1726 |
| Elektor Brandenburgii          | - 1688 Fryderyk III 1701 |
| Sułtan Brunei                  | - 1690 Nassaruddin 1705 |
| Cesarz Chin                    | - 1661 Kangxi 1722 |
| Król Czech                     | - 1657 Leopold I Habsburg 1705 |
| Król Danii                     | - 1670 Chrystian V 1699 |
| Dalajlama                      | - 1683 Cangjang Gjaco 1706 |
| Cesarz Etiopii                 | - 1682 Ijasu Wielki 1706 |
| Król Francji                   | - 1643 Ludwik XIV 1715 |
| Król Hiszpanii                 | - 1665 Karol II 1700 |
| Landgraf Hesji-Kassel          | - 1670 Karol I Heski 1730 |
| Stadhouder Holandii            | - 1672 Wilhelm III Orański 1702 |
| Szach Iranu                    | - 1666 Safi II 1694 |
| Państwo Wielkich Mogołów       | - 1658 Aurangzeb 1707 |
| Król Irlandii                  | - 1689 Wilhelm III Orański 1702 |
| Cesarz Japonii                 | - 1687 Higashiyama 1709 |
| Kalif                          | - 1691 Ahmed II 1695 |
| Patriarcha Konstantynopola     | - 1689 Kallinik II 1693 - 1693 Dionizy IV Muzułmanin 1694                                                                                  |
| Władca Korei                   | - 1674 Sukjong 1720 |
| Książę Kurlandii i Semigalii   | - 1682 Fryderyk Kazimierz Kettler 1698 |
| Sułtan Maroka                  | - 1672 Maulaj Isma’il 1727 |
| Książę Monako                  | - 1662 Ludwik I 1702 |
| Król Nawarry                   | - 1643 Ludwik XIV 1710 |
| Król Norwegii                  | - 1670 Chrystian V 1699 |
| Sułtan Omanu                   | - 1692 Sajf I ibn Sultan 1711 |
| Elektor Palatynatu             | - 1690 Jan Wilhelm 1716 |
| Papież                         | - 1691 Innocenty XII 1700 |
| Książę Parmy i Piacenzy        | - 1646 Ranuccio II 1694 |
| Król Portugalii                | - 1683 Piotr II 1706 |
| Książę w Prusach               | - 1688 Fryderyk 1701 |
| Car Rosji                      | - 1682 Iwan V 1696 - 1682 Piotr I Wielki 1725                                                                                              |
| Cesarz Rzymski (niemiecki)     | - 1658 Leopold I Habsburg 1705 |
| Kapitanowie Regenci San Marino | - 1692 Innocenzo Bonelli Pietro Francini 1693 - 1693 Francesco Loli Matteo Martelli 1693 - 1693 Giuliano Belluzzi Melchiorre Martelli 1694 |
| Elektor Saksonii               | - 1691 Jan Jerzy IV Wettyn 1694 |
| Król Szwecji                   | - 1660 Karol XI 1697 |
| Król Tajlandii                 | - 1688 Phet Racha 1703 |
| Sułtan Turków                  | - 1691 Ahmed II 1695 |
| Doża Wenecji                   | - 1688 Francesco Morosini 1694 |
| Król Węgier                    | - 1655 Leopold I 1705 |
| Książęta Wirtembergii          | - 1677 Eberhard Ludwik 1733 |

Rok 1693 / MDCXCIII
stulecia: XVI wiek ~
XVII wiek ~
XVIII wiek

lata: 1683 «
1688 «
1689 «
1690 «
1691 «
1692 «
1693
» 1694
» 1695
» 1696
» 1697
» 1698
» 1703

## Wydarzenia w Polsce
- Prawa miejskie otrzymała Dąbrowa Tarnowska.
- Jan Stanisław Zbąski konsekrował kościół w Świętej Lipce.

## Wydarzenia na świecie
- 11 stycznia – trzęsienie ziemi na Sycylii: zginęło ok. 60 tys. osób, 45 miast zostało zniszczonych.
- 8 lutego – w Williamsburgu w stanie Wirginia założono College of William and Mary, drugi (po Harvardzie) najstarszy uniwersytet w USA.
- 29 lipca – wojna Francji z Ligą Augsburską: francuska armia marszałka Luksemburskiego pokonała pod Neerwinden wojska sprzymierzonych dowodzone przez Wilhelma Orańskiego.
- 4 października – wojna Francji z Ligą Augsburską: Francuzi pokonali połączone siły hiszpańsko-sabaudzkie w bitwie pod Marsaglią.

- Król Francji Ludwik XIV ustanowił odznaczenie – order królewski i wojskowy św. Ludwika.

## Urodzili się
- 24 marca – John Harrison, angielski cieśla i zegarmistrz samouk (zm. 1776)
- 16 kwietnia - Anna Zofia Reventlow, królowa Danii i Norwegii (zm. 1743)
- marzec – James Bradley, angielski astronom (zm. 1762)

- data dzienna nieznana: 
  - Michael Klahr (starszy) – śląski rzeźbiarz doby baroku (zm. 1742)

## Zmarli
- 8 stycznia – Jan Andrzej Morsztyn, polski poeta i polityk (ur. 1621)
- 11 lutego – Jan de Brito, portugalski jezuita, misjonarz w Indiach, męczennik, święty katolicki (ur. 1647)
- 26 maja – Marie-Madeleine de La Fayette, autorka pierwszej francuskiej powieści psychologicznej (ur. 1634)
- 12 listopada – Maria van Oosterwijk, holenderska malarka martwych natur (ur. 1630)

- data dzienna nieznana: 
  - Saikaku Ihara, japoński prozaik (ur. 1642)
  - Frans Ykens, flamandzki malarz martwych natur (ur. 1601)

## Święta ruchome
- Tłusty czwartek: 29 stycznia
- Ostatki: 3 lutego
- Popielec: 4 lutego
- Niedziela Palmowa: 15 marca
- Wielki Czwartek: 19 marca
- Wielki Piątek: 20 marca
- Wielka Sobota: 21 marca
- Wielkanoc: 22 marca
- Poniedziałek Wielkanocny: 23 marca
- Wniebowstąpienie Pańskie: 30 kwietnia
- Zesłanie Ducha Świętego: 10 maja
- Boże Ciało: 21 maja